# Samuel Andreæ Grubb
Samuel Andreæ Grubb, död 1662 i Östervåla socken, var en svensk professor och kyrkoherde.

## Biografi
Samuel Andreæ Grubb var son till Christina Samuelsdotter och prosten i Luleå Anders Petri Grubb som härstammade från Bureätten. År 1600 inskrevs han vid universitetet i Wittenberg under namnet Samuel Andreæ Botthniensis. Han utsågs enligt Bygdén och Johan Eenberg år 1608 till græcæ linguæ professor vid Uppsala universitet, medan Svenskt biografiskt lexikon skriver att han var professor i fysik åren 1609-1610. 
Sedermera blev han kyrkoherde i Östervåla socken. Han var gift först med en dotter till ärkebiskop Olaus Martini Christina Olsdotter och sedan med Sara Åkesdotter. I första äktenskapet föddes bland annat Olof som adlades Wallenstierna. I andra äktenskapet föddes bland annat två söner som upptog släktnamnet Örn och blev kyrkoherdar. Bland hans barn upptog några släktnamnet Walenius. Samuel Grubb var bror till Petrus Andreæ Grubb, svåger till Nicolaus Olai Bothniensis och Johannes Olai Anthelius, samt morbror till Johan Graan.